# Körper, Liebe, Doktorspiele
Körper, Liebe, Doktorspiele – Ein Ratgeber für Eltern zur kindlichen Sexualentwicklung ist der Titel einer im Jahr 2000 erschienenen Broschüre, verfasst von der Psychologin Ina-Maria Philipps, Dozentin am Institut für Sexualpädagogik in Dortmund. Phillips greift darin Themen und Probleme der frühkindlichen Sexualentwicklung auf, die sich aus Erfahrungen in der Beratung und Fortbildung von Eltern, Erziehern und Lehrern ergeben hatten.
Der Ratgeber wurde unter anderem von der Bundeszentrale für gesundheitliche Aufklärung und von der Stiftung Kinderschutz Schweiz kostenlos angeboten. Zielgruppe waren Eltern, Lehrer und Erzieher. In Deutschland wurden insgesamt 650.000 Exemplare unter anderem in Kindergärten, Familienbildungsstätten und Praxen von Kinderärzten verteilt. 2007 wurde er eingestellt.

## Umfang
Der Ratgeber besteht aus zwei 40-seitigen Bänden für das erste bis dritte Lebensjahr und für das vierte bis sechste Lebensjahr.

## Inhalt
Diese Broschüren informieren Eltern, wie sie ihr Kind beim Entdecken seines Körpers, bei der Erfahrungen seiner sinnlichen Fähigkeiten und seiner Sexualität unterstützen können. Sie beinhalten die Darstellung der psychischen und geschlechtlichen Entwicklung ihres Kindes und beispielhafte Situationen in den verschiedenen Altersphasen. Darüber hinaus werden ausführliche Hinweise gegeben, wie Eltern auf die Fragen ihrer Kinder reagieren können und es in seiner Beziehungs- und Liebesfähigkeit, aber auch in seiner Identität als Mädchen oder Junge fördern können. Die Broschüre stellt die psychosexuelle Entwicklung eines Kindes von der Geburt bis zum sechsten Lebensjahr dar. Sie ist entsprechend dem Lebensalter in zwei Teilbände (1. bis 3. Lebensjahr und 4. bis 6. Lebensjahr) gegliedert.

## Rezeption
Im September 2007 warf die christlich-konservative Publizistin Gabriele Kuby in einem Artikel, der in der rechtskonservativen Wochenzeitung Junge Freiheit erschien, der deutschen Bundesregierung und einigen Landesregierungen vor, mit Aufklärungsbroschüren wie dieser Kinder vom frühesten Alter an zu sexualisieren und die Heterosexualität gegenüber lesbischen, schwulen, bisexuellen und transgeschlechtlichen Lebensweisen als Norm aufzuheben.
Der ebenfalls dem Institut für Sexualpädagogik angehörige Sexualpädagoge Uwe Sielert gab eine öffentliche Stellungnahme ab, in der er den Ratgeber verteidigte. Sielert führte an: „Wer letztlich mit der fundamentalistischen Rahmung der Broschüre auch noch diskreditiert werden soll, sind nicht nur ‚die 68er‘ sondern weit darüber hinaus, die momentane Regierung, die Kirchen, sogar die Willensbildungsorgane der Europäischen Union, die schließlich die Gleichstellung sexueller Orientierungen und Gender Mainstreaming beschlossen haben.“
Ermittlungen wegen einer Anzeige im Jahr 2007 wegen öffentlicher Aufforderung zum sexuellen Missbrauch von Kindern bei der Staatsanwaltschaft Köln wurden mangels Tatverdacht und aufgrund der abgelaufenen Fristen im Presserecht eingestellt. Dennoch wurde Ende Juli 2007 die Broschüre auf Veranlassung von Ursula von der Leyen, die einige Formulierungen als „missverständlich und zweideutig“ einstufte, bei der BzgA aus dem Programm genommen.
Der Soziologe und Männerrechtler Gerhard Amendt kommentierte den Stopp mit den Worten: „Jahrelang hat das Bundesfamilienministerium Aufklärungsratgeber vertrieben, die eindeutig zum Kindesmissbrauch aufriefen. Dass sie jetzt erst eingestampft wurden, ist ein Skandal.“ Insbesondere Sielert zeigte sich hingegen entsetzt über den Rückzug der Broschüre, weil Zitate „aus dem Zusammenhang gerissen“ worden seien und BzgA und die Autorin dadurch verleumdet worden seien.
Die Debatte fand in der Leit-Presse Widerhall, zum Beispiel in der Welt, dem Spiegel und der taz.
In der Schweiz zog der Kinderschutz Schweiz die Broschüre im Jahr 2008 nach einer Kampagne der Boulevard-Zeitung „20 Minuten“ zurück und entschuldigte sich dafür, dass „die verschiedenen Lesearten des Ratgebers – etwa jene von Strafrechtlern, Tätern oder auch sexuell missbrauchten Personen – nicht differenziert genug geprüft“ worden waren.